# مزرعة (رستاق)
مزرعة (بالإنجليزية: Mazraeh, Darab)‏ هي منطقة سكنية تقع في إيران في فارس.